# Monotípic
Un tàxon monotípic és aquell que només té un representant. És més aviat l'excepció, la majoria dels gèneres són politípics.
En botànica, es refereix a un tàxon amb una única espècie: Ginkgo és un gènere monotípic, mentre que Ginkgoaceae és una família monotípica. El terme no és sempre realment precís, car s'assumeix que una espècie inclou un únic tipus. Aquest no és sempre el cas, ja que una espècie pot incloure diverses subespècies (o altres tàxons infraespecífics), cadascuna de les quals tindrà un tipus. Un terme més precís seria «uniespecífic».
- El gènere Darlingtonia, amb una única espècie: Darlingtonia californica
- El gènere Dionaea amb una única espècie Dionaea muscipula.

En zoologia, es refereix a un tàxon que inclou un únic tàxon immediatament inferior. Per exemple, un gènere amb una sola espècie. Inversament, es pot dir que un tàxon dins un altre tàxon és monotípic dins del rang superior.
- el gènere Tarsius, dins la família Tarsiidae
- Opisthothylax immaculatus
- Semnodactylus wealii